# Donzela-esverdeada
A donazela-esverdeada (Chromis viridis), também conhecida como donzela-verde ou donzela-verde-e-azul, é uma donzela do gênero Chromis, que pertence à família Pomacentridae e à subfamília Chrominae. A donzela-esverdeada é uma espécie de peixe tropical nativa do Indo-Pacífico, que habita recifes de coral rasos e lagunas de água-salgada.

## Descrição

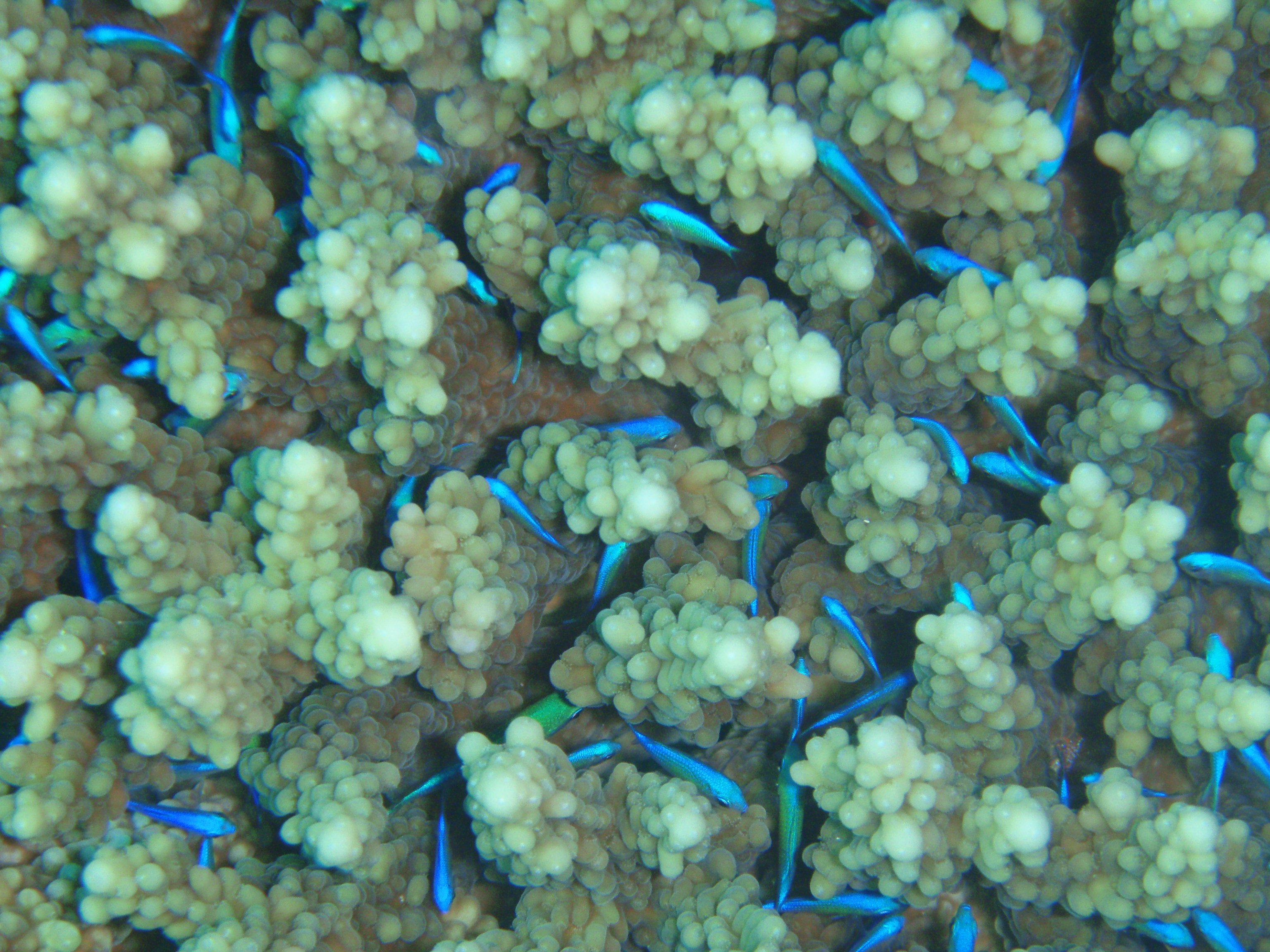
Exemplares escondidos em ramos de corais

Um pequeno peixe de água-salgada de cor azul-esverdeada, os adultos podem crescer até 10 centímetros. Possui 12 raios dorsais, 9 a 11 raios dorsais moles, 2 espinhos anais e 9 a 11 raios moles anais em suas nadadeiras. Durante a época de reprodução, os machos ficam com um tom amarelado atraente.

## Biologia

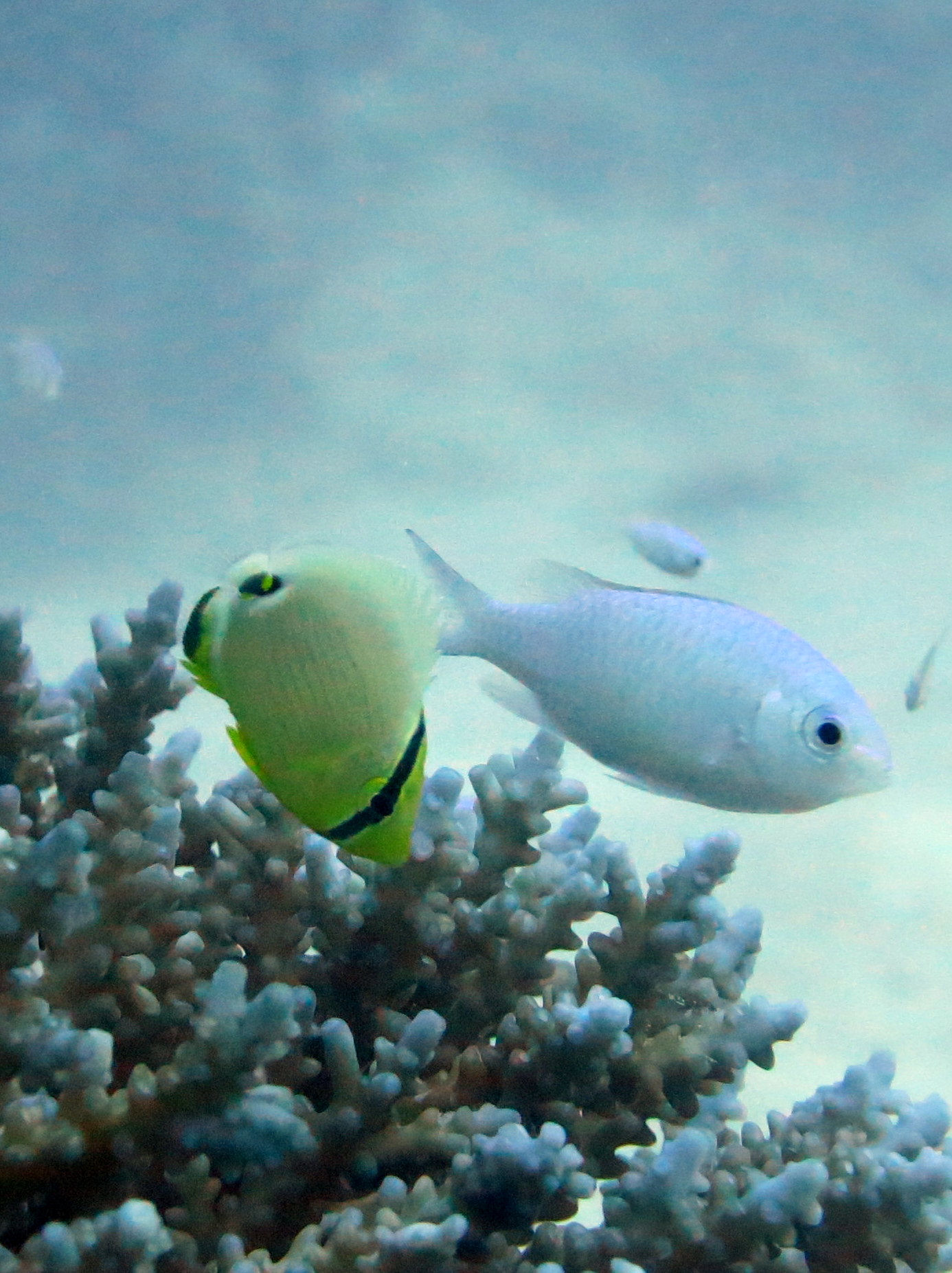
Donzela-esverdeada (Chromis viridis) e peixe-borboleta-oval (Chaetodon lunulatus)

Vivem em cardumes associados a ramos de corais do gênero Acropora. São espécies diurnas e se alimentam de microrganismos da coluna d'água, as vezes são vistos nadando juntos com Dascyllus e outras espécies de donzela do gênero Chromis.
Durante a reprodução, o macho prepara um ninho onde várias fêmeas colocam os ovos. Os ovos eclodem em dois ou três dias e é o macho que os oxigena com movimentos da barbatana caudal. No final da época de acasalamento, o macho come os ovos não eclodidos.

## Distribuição
São nativos de todo o Indo-Pacífico, na costa leste da África até Line e Tuamotu, sul do Japão e Ryukyu até a Grande Barreira de Coral e Nova Caledônia.

## Usos humanos

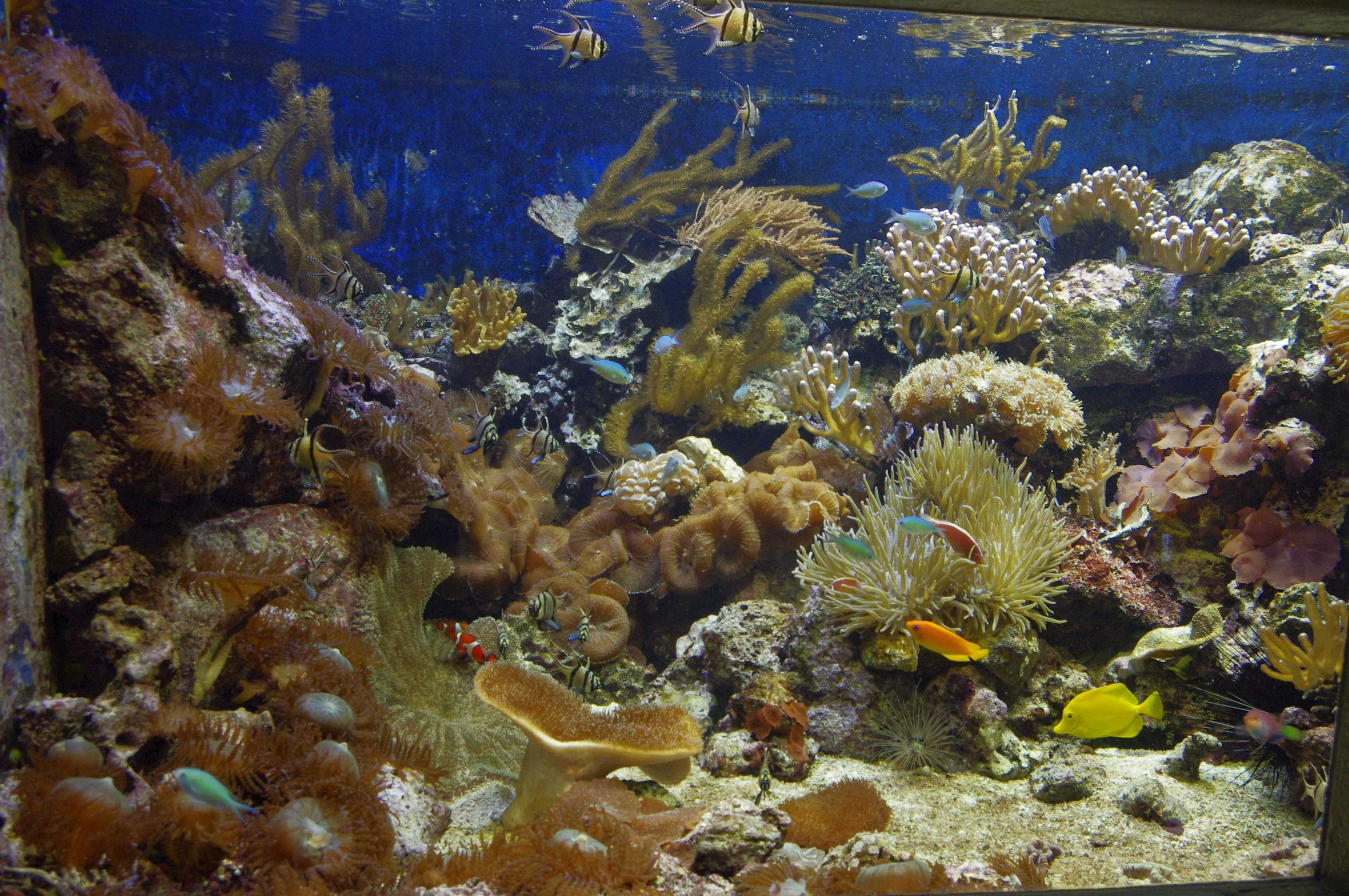
Aquário ideal para se manter a donzela-esverdeada

São comercializados como peixes ornamentais para aquários de água-salgada. A donzela-esverdeada é uma das poucas espécies de donzela que formam cardumes em aquários, mas tem que ser formado um cardume com um numero ímpar. Não pode ser mantida com peixes grandes, como garoupas, peixes-leão e peixes-sapo, pois podem se tornar alimento desses peixes no aquário.